# Zaścianka
Zaścianka (ukr. Застінка) – wieś na Ukrainie w rejonie tarnopolskim należącym do obwodu tarnopolskiego. 
W II Rzeczypospolitej wieś powiecie tarnopolskim województwa tarnopolskiego. We wrześniu 1934 roku odsłonięto tutaj pomnik Marszałka Piłsudskiego.
W styczniu 1945 nacjonaliści ukraińscy z OUN-UPA zamordowali tutaj 32 Polaków, grabiąc i paląc polskie gospodarstwa. 